# عطاءالله حکیمی
عطاءالله حکیمی (زاده ۱۳۴۲ در رودبار) سیاست‌مدار اصولگرای ایرانی و نماینده مجلس شورای اسلامی است. وی یکی از ۱۱ نماینده پیشین مجلس می‌باشد که با محمدعلی تفکر، مدیر  موسسه اعتباری فرشتگان شراکت کرده و ۲ درصد از سهام شرکت به نام او شده است. تفکر به فساد اقتصادی محکوم شده است.
برای روشن شدن دقیق مطالب فوق مطالب ذیل به استحضار خوانندگان می رسد:
1- شرکت سرمایه گذاری واقتصاد فرشتگان در ناریخ 1393/2/10 با مشارکت 8 نفر از نمایندگان وقت مجلس شورای اسلامی از جمله آقای عطاءاله حکیمی نماینده سابق رودبار ، و آقای محمدعلی تفکر مالک موسسه اعتباری فرشتگان تأسیس گردیده ، هویت این شرکت مستقل بوده و ربطی به موسسه مالی واعتباری فرشتگان نداشته است. همچنین در این سالها نه تنها آقای تفکر و موسسه مالی و اعتباری فرشتگان مشکلی نداشته بلکه با توجه به اینکه در اوج فعالیتهای مالی وبانکی و ارائه خدمات به مردم بوده و اتفاقا مورد حمایت مسئولین وقت بوده چرا که براساس اطلاعات موثق به کمک این موسسه مالی و اعتباری تعداد زیادی از کارخانجات و موسسات تولیدی و صنعتی راه اندازی گردیده و یا از خطر ورشکستکی نجات پیدا نموده اند.
2- براساس صورتجلسات انجام گرفته بین نمایندگان مورد نظر وآقای تفکر ، ایشان متعهد گردیده که با افتتاح شعبه موسسه مالی واعتباری فرشتگان ، با اعطای تسهیلات به کارخانجات شهرستانهای نمایندگان مورد نظر اقدام نماید لذا اقدام نمایندگان یاد شده از جمله آقای عطاءاله حکیمی نه تنها شخصی نبوده بلکه در جهت منافع عمومی و ملی بوده است.
3- بر اساس تحقیق و بررسی دقیق انجام گرفته ، شرکت مورد نظر تأسیس شده فقط در اداره ثبت شرکتهای کشور ثبت ولی عملا هیچگونه فعالیت تجاری و بازرگانی نداشته،کد مالیاتی و بازرگانی دریافت ننموده، لذا از نظر قانون تجارت و اصول حسابداری و مالی با توجه به اینکه به دلیل عدم فعالیت اقتصادی ، یک ریال به حساب این شرکت وارد و یا خارج نگردیده، لذا عملا این شرکت از ابتدا راکد محسوب می شده است. بنابراین نگارنده سطور بالا بدون هیچگونه سند و مدرک قانونی وتنها براساس فرضیات و حدس وگمان نمایندگان محترم وقت از جمله آقای عطاءاله حکیمی نماینده سابق رودبار را متهم نموده است
4- شرکت مورد ادعای نگارنده در تاریخ  10/2/1393تأسیس گردیده ، ولی آقای تفکر در سال 97-96 در خصوص موسسه مالی و اعتباری فرشتگان ( هیچگونه ارتباطی با شرکت تأسیس شده ندارد)متهم گردیده ، بنابراین بنا بر دلایل عقلی و علمی و کارشناسی نمی توان عطف به ماسبق کرد وبدون دلیل وتنها بر اساس حدس وگمان دیگران را متهم نمود.
5- بر اساس اطلاعات دقیق واصله طراح سطور بالا بدون هیچ سند و مدرک و نیز دلیل عقلی ، علمی وشرعی نمایندگان محترم وقت از جمله آقای عطاءاله حکیمی نماینده سابق رودبار را متهم نموده و قطعا باید در مقابل خدای متعال پاسخگو باشد. فرد مورد نظری که آقای حکیمی و نمایندگان همراه ایشان را متهم نموده ، در جلسه حضوری با نمایندگان مورد نظر رسما اعتراف نمود که براساس اطلاعات غیر موثق این اظهار نظر رانموده ، حرکت ایشان غیر قانونی، غیر شرعی و غیر اخلاقی بوده و شفاها تعهد نمود که ضمن حذف سطور بالا به نحوی جبران نماید، ولی متأسفانه تاکنون اقدامی ننموده است لذا قضاوت با خوانندگان محترم می باشد.
6- براساس بررسی دقیق و تحقیق و تفحص انجام گرفته جناب آقای عطاءاله حکیمی از نمایندگان پاکدست کشور بوده ودر صورت استعلام از تمامی وزارتخانه ها، سازمان ها و مراجع رسمی کشور ونیز پرسش از مردم شریف ایران اسلامی از جمله مردم عزیز شهرستان رودبار این موضوع کاملا مشهود است.

## زندگی‌نامه
عطاءالله حکیمی در سال ۱۳۴۲ در شهرستان رودبار زیتون به دنیا آمد. حکیمی از سال ۸۲ وارد مجلس شورای اسلامی شده و در دوره هفتم و نهم مجلس شورای اسلامی نیز عضو کمیسیون اقتصادی بوده‌است.

## سوابق تحصیلی
دانشجوی دکتری مدیریت بازرگانی دانشگاه علامه طباطبایی
کارشناسی ارشد مدیریت بازرگانی

## سوابق پژوهشی
1. ارزیابی عملکرد بانکهای استان گیلان دربرنامه دوم توسعه
2. مشارکت درتدوین گزارش جمهوری اسلامی ایران اهداف سند چشم‌انداز ۱۳۸۸
3. مشارکت درتدوین گزارش توسعه انسانی ۱۳۸۸
4. مشارکت درتبیین برنامه پنجم توسعه جمهوری اسلامی ایران

## تألیف
- پولشویی پاشنه آشیل اقتصاد

## بخشی از سوابق اجرایی سیاسی واجتماعی
1. دبیرکل حزب وفاق ملی و پیشرفت اسلامی
2. نماینده مجلس شورای اسلامی و عضو کمیسیون اقتصادی دردوره هفتم ونهم
3. نماینده ناظر مجلس شورای اسلامی در صندوق ضمانت توسعه صادرات و شرکت بازرگانی دولتی ایران
4. عضو شورای سیاستگذاری مرکز منطقه‌ای علوم و انتقال فناوری اتحادیه همکاریهای منطقه‌ای کشورهای حاشیه اقیانوس هند(IOR)
5. رئیس کمیسیون اقتصادی مرکز منطقه‌ای علوم و انتقال فناوری اتحادیه همکاریهای منطقه‌ای کشورهای حاشیه اقیانوس هند(IOR)
6. مدیرمسئول روزنامه کلید[۳]
7. دبیرکل حزب وفاق ملی و پیشرفت اسلامی از ۷ خرداد ۱۳۹۴